# Hub Jongen
Hubert Joseph (Hub) Jongen (Schaesberg, 23 november 1912 – Heerlen, 5 april 1993) was een Nederlands burgemeester.
In oktober 1932 begon hij zijn ambtelijke loopbaan als volontair bij de gemeentesecretarie van Schaesberg. Begin 1935 werd hij daar ambtenaar ter secretarie waarna hij het via promoties in de loop der jaren in maart 1956 bracht tot gemeentesecretaris van Schaesberg. Als zodanig ging hij in december 1977 met pensioen. In oktober 1978 werd Jongen benoemd tot waarnemend burgemeester van Nieuwenhagen wat hij zou blijven tot die gemeente in januari 1982 opging in de nieuwe gemeente Landgraaf. Jongen overleed in 1993 op 80-jarige leeftijd.